# 北麥爾斯堡 (佛羅里達州)
北麥爾斯堡（英語：North Fort Myers）是位於美國佛羅里達州李縣的一個人口普查指定地區。

## 地理
北麥爾斯堡的座標為26°42′00″N 81°53′00″W / 26.70000°N 81.88333°W，而該地最高點為海拔高度1米（即3英尺）。

## 人口
根據2010年美國人口普查的數據，北麥爾斯堡的面積為141.40平方千米，當中陸地面積為136.30平方千米，而水域面積為5.10平方千米。當地共有人口36609人，而人口密度為每平方千米258人。